# 760 Massinga
760 Massinga este un asteroid din centura principală, descoperit pe 28 august 1913, de Franz Kaiser.